# Вевис (озеро)
Ве́вис (устар. Евисъ, Евьевское; лит. Vievis) — пресноводное озеро у южной окраины одноимённого города в Вильнюсском уезде на юго-востоке центральной части Литвы.

## Расположение
Находится в низовьях бассейна реки Вилия, в пределах лимногляциальной холмистой равнины северо-западной оконечности Дзукской возвышенности Балтийской гряды. Административно относится к Вевисскому староству Электренского самоуправления.

## Описание
Длина — 2,75 км, максимальная ширина — 1,95 км. Площадь водной поверхности — 294,5 га. Средняя глубина — 12,9 м, наибольшей глубины (33 м) озеро достигает в северной части, второе (28,5 м) и третье (28 м) по глубине места́ находятся в центральной части. Южный берег пологий и местами болотистый, также на востоке у южного берега находится маленькое (1 га) озерце Блюдукас. Площадь водосборного бассейна — 26,2 км². В озеро Вевис впадает 5 водотоков. С восточной стороны из озера вытекает протока Пилимас, впадающая в располагающееся километром восточнее озеро Бака, которое в свою очередь через реку Бражуоле сообщается с Вилией.
Водится ряпушка.
Вплотную к северной части озера прилегает территория одноимённого города, занимая около 2 км побережья. Также около озера находятся следующие населённые пункты: Пилимай, Патилтай, Шадубалис, Вевининкай, Лапякальнис.